# Stylochaeta scirtetica
Stylochaeta scirtetica is een buikharige uit de familie Dasydytidae. Het dier komt uit het geslacht Stylochaeta. Stylochaeta scirtetica werd in 1950 voor het eerst wetenschappelijk beschreven door Brunson. 